# Severin Hallauer

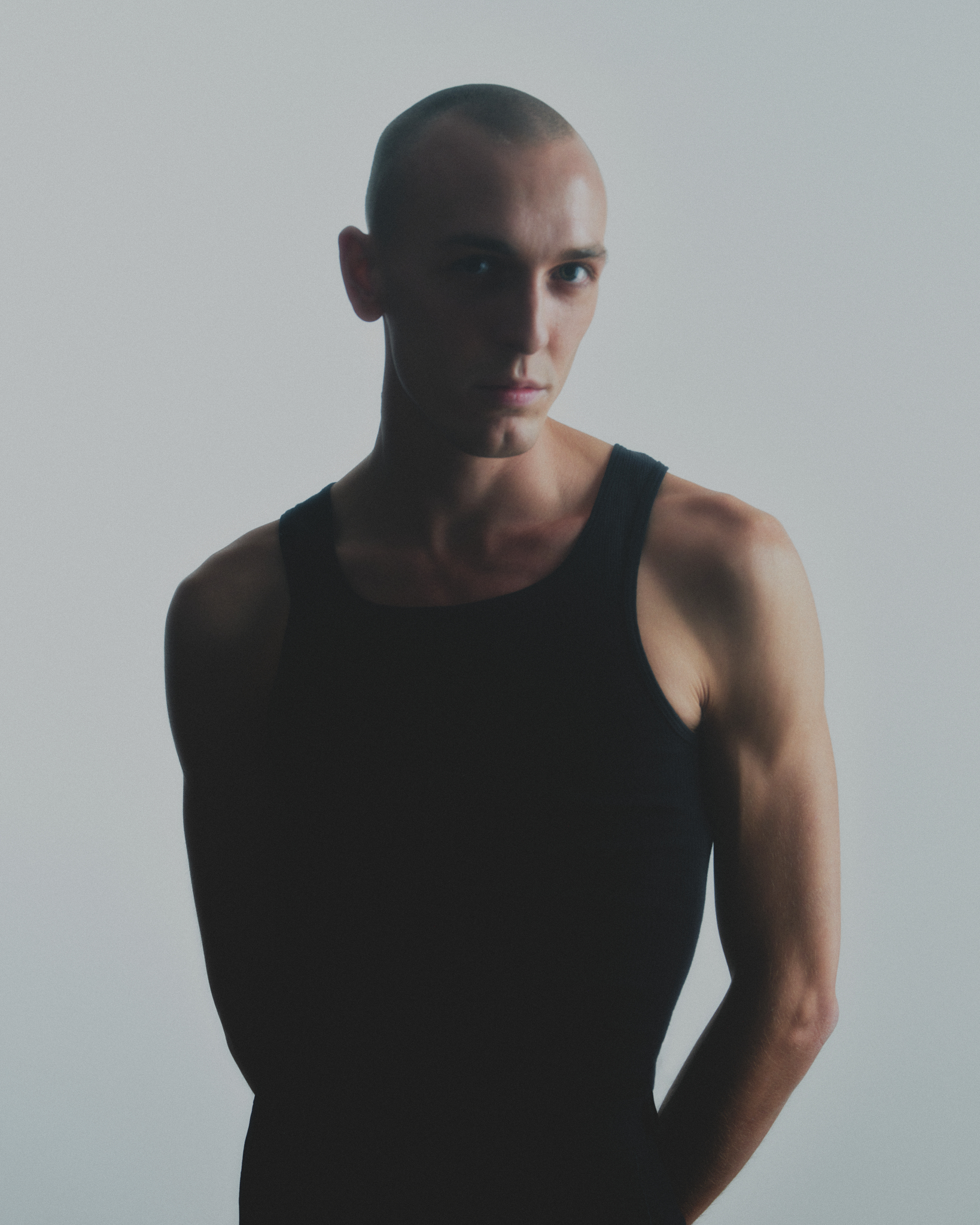
Severin Hallauer (2022)

Severin Hallauer, auch Severin R. D. Hallauer (* 1996 in Basel, Schweiz), ist ein Schweizer Bildender Künstler, Schauspieler und Model. Er lebt in Mexiko-Stadt und Zürich.

## Leben und Werk
Hallauer wurde 1996 in Basel geboren und wuchs in der ländlichen Nordwestschweiz auf. Von 2013 bis 2014 absolvierte er den Vorkurs an der Schule für Gestaltung Basel. 2014 wurde Hallauer auf Grund einer Kunstaktion während der Art Basel auf dem Messeplatz von der Polizei festgenommen. Der Vorfall erregte Aufsehen in der internationalen Kunstwelt und machte Schlagzeilen.
Nach Beendigung des Vorkurses spielte Hallauer als Schauspieler am Theater Basel. 2015 machte Hallauer von sich reden mit einer Kunstaktion, bei der er nackt und weiss bemalt zur obligatorischen Rekrutierung der Schweizer Armee erschien. Von 2015 bis 2019 absolvierte Hallauer den Bachelor of Fine Arts an der Zürcher Hochschule der Künste sowie 2018 in der Jankowski-Klasse der Staatlichen Akademie der Bildenden Künste Stuttgart. Im Jahr 2019 sorgte Hallauer während der Sofia Art Week in Bulgarien durch eine Kunstaktion im öffentlichen Raum, welche viral ging, erneut für Schlagzeilen. In dieser Kunstaktion trat er nackt auf Monumenten auf, einschliesslich der berühmten Löwenstatuen vor dem Justizpalast in Sofia.
Severin Hallauer erhielt 2021 den Förderpreis für Bildende Kunst des Kantons Solothurn. Ebenfalls 2021 wanderte Hallauer nach Mexiko aus, wo er seither neben seinem Zweitwohnsitz in Zürich auch in Mexiko-Stadt lebt und arbeitet.
Hallauer äussert sich in eindringlichen Performances und Werken diverser Medien zu philosophischen und gesellschaftspolitischen Fragestellungen. Sein Œuvre umfasst neben Performance die Medien Installation, Video, Skulptur, Malerei und Fotografie.
Neben seiner Tätigkeit als bildender Künstler tritt Severin Hallauer auch als Schauspieler und Model auf. Zuletzt war Hallauer in dem mehrfach Preis gekrönten und international gezeigten Kurzfilm Heart Fruit von Kim Allamand unter anderem am Filmfestival Locarno zu sehen. 2018 performte Hallauer in The Divine Comedy von Rirkrit Tiravanija in der Fondation Beyeler.

## Zitat
„Hindernisse sind Herausforderungen an denen man bestenfalls ikonisch scheitern kann. Kunstschaffen heisst besser scheitern zu lernen.“

## Kritik
Severin Hallauers Werk polarisiert und erhält sowohl Anerkennung als auch kritische Rückmeldungen. Einige Kritiker loben seine Arbeiten als mutige und tiefgreifende Auseinandersetzung mit gesellschaftlichen und philosophischen Themen. Andere sehen in seinen Aktionen eine übertriebene Selbstinszenierung, die auf Skandale abzielt. Im Jahr 2024 äusserte sich Hallauer zu dieser Kritik in einem Interview und sagte: «Der Skandal spielt in meinem Schaffen keine Rolle. Ich sitze nicht in meinem Studio und male mir aus, wie ich meine Mitmenschen provozieren kann. Es ist eine schonungslose Ehrlichkeit, die ich von meiner Kunst abverlange. […] Wenn sich Betrachtende durch meine Kunst provoziert fühlen, sagt das mehr über sie aus als über mich und meine Kunst.»

## Auszeichnungen
- 2021: Förderpreis für Bildende Kunst des Kantons Solothurn[9]

## Ausstellungen (Auswahl)
- 2018: Academiae – Youth Art Biennial, Franzensfeste[1]
- 2019: Das Unbegreifliche Schweigen Der Welt, Gasträume 2019 | Zürich[18]
- 2019: what do you want me to belive in? Æther Art Space, Sofia Art Week, Sofia
- 2021: Infinitum You, Allda, Zürich
- 2021: InRelation, I see you now, Schlumpf, Riehen
- 2021: Loving Switzerland, Künstlerhaus S11, Kantonale Förderpreise 2021, Solothurn[19]
- 2022: entrée&hommage, M54, Basel
- 2023: Eros Y Ambigüedad, Galeria Luis Adelantado, Mexiko-Stadt[20]
- 2023: Eros Y Ambigüedad, Galeria Revuelta, Mexiko-Stadt
- 2024: Radical Joy, Riverfront Art Gallery, Yonkers Public Library, Yonkers, New York[21]

## Performances (Auswahl)
- 2015: L‘individue neutre, Rekrutierungszentrum, Windisch[22]
- 2016: In between the complexes, ACT Performance Festival 16, Théâtre de L‘Usine, Genève
- 2017: J’ai tué mon ami, ACT Performance Festival 17, Merian Gärten, Basel
- 2017: reflection, Kunstfreitag, Kunstverein, Friedrichshafen[23]
- 2019: duality, Sommerfest, Kunsthalle Bern
- 2019: nude and monument, Sofia Art Week, Æther Art Space, Sofia
- 2019: redshift, Kunstraum Aarau[24]
- 2020: I just want to be (in)visible, Queer Sex Health Festival, Kosmos, Zürich[25]
- 2020: Surfaces, Bagno Popolare, Baden[26]
- 2020: Unos Pro Omnibus Omnes Pro Oeconomia, Paradeplatz, Zürich

## Filmografie (Auswahl)
- 2017: Carvel – Fall For Me (Musikvideo)[27]
- 2017: Len Sander – Woman On The Run (Musikvideo)[28]
- 2017: Space Tourists – Dagger Child (Musikvideo)[29]
- 2018: Enoxaiar (Kurzfilm)[30]
- 2019: nothing is quite as it seems (Fashion-Film)
- 2019: The Burden Remains – Fluid (Musikfilm)[31]
- 2021: Heart Fruit (Kurzfilm)[32][33]
- 2021: Livia Rita – Muscle of Freedom (Musikvideo)[34]

## Theater (Auswahl)
- 2015: Hamlet, Theater Basel
- 2016: Médée, Oper, Theater Basel
- 2017: Es war ein mal ein Einsam, Theater in allen Räumen 17, Theater der Künste, Zürich[35]
- 2018: Lachsfrühstück für 1 Person, Theater in allen Räumen 18, Theater der Künste, Zürich
- 2019: I say I shoot you. you are dead, Gruppe CIS, Theater Rampe, Stuttgart, Sophiensäle, Berlin[36]
- 2020: Abschied, Festival der Liebe VI, Kulturhaus Helferei, Zürich[37]